# Classe Admiral Nachimov
La classe Admiral Nachimov fu una classe di incrociatori leggeri composta da quattro unità impostate tra il 1913 e il 1914; versioni modificate della contemporanea classe Svetlana, i Nachimov furono costruiti per la Marina imperiale russa ma gli eventi della prima guerra mondiale e della Rivoluzione russa bloccarono i lavori prima del loro completamento.
Al termine della guerra civile russa la costruzione di due unità fu portata a termine per conto della Marina militare sovietica, e le due unità (Červona Ukraina e Krasnyj Kavkaz) entrarono in servizio con i nuovi proprietari rispettivamente nel 1927 e nel 1932. I due incrociatori parteciparono alla seconda guerra mondiale operando nel teatro del Mar Nero: il Červona Ukraina finì affondato in un attacco aereo tedesco per poi essere recuperato nel 1947; entrambe le unità furono trasformate in nave scuola e poi in nave bersaglio, finendo infine affondate in esercitazione negli anni 1950.

## Caratteristiche

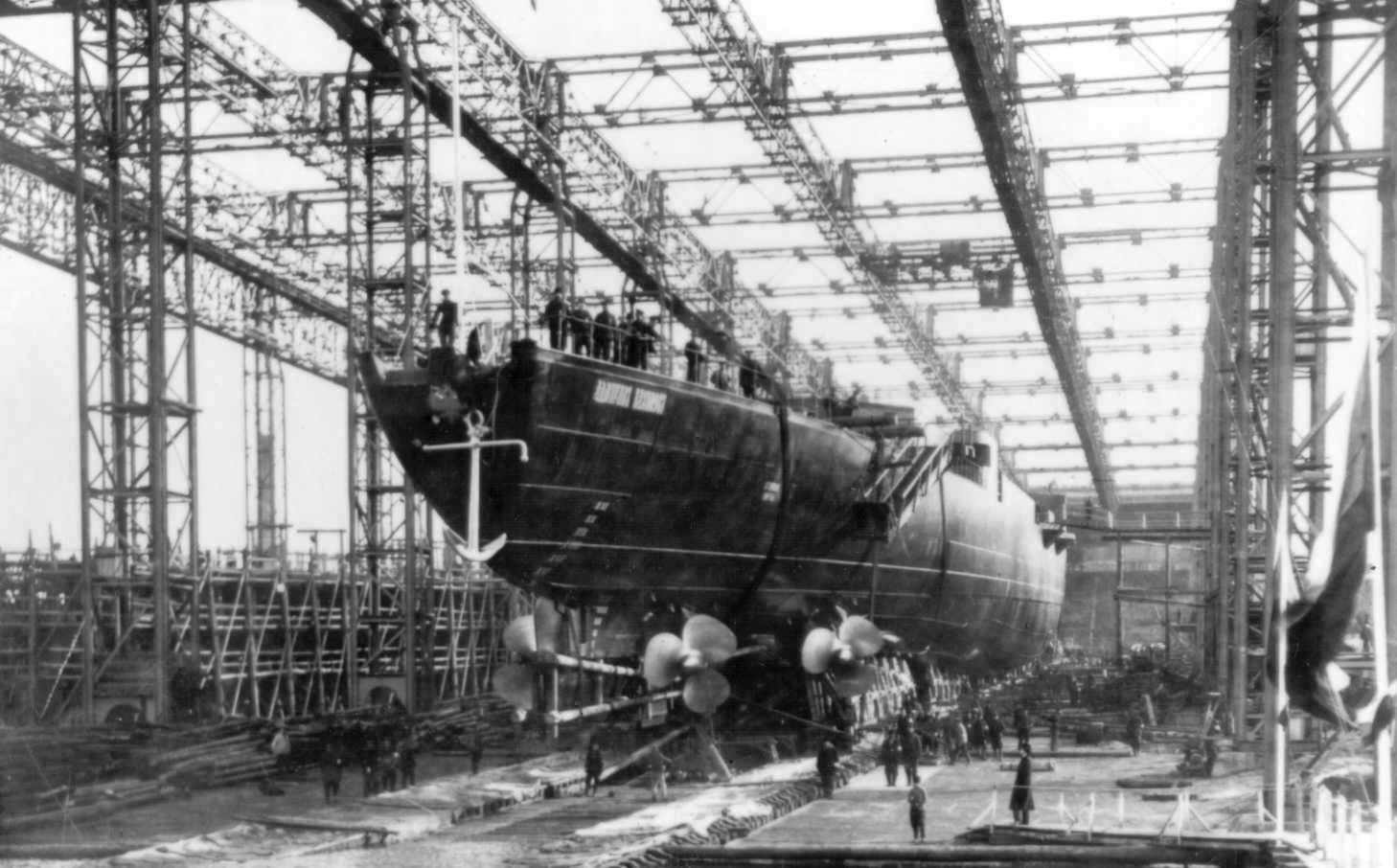
Il Nachimov ancora in costruzione nel 1915

Impostate nei cantieri navali di Nikolaev in Ucraina, gli Admiral Nachimov erano essenzialmente versioni ingrandite e potenziate dei contemporanei classe Svetlana in costruzione a San Pietroburgo per la Flotta del Baltico, modificati dopo consultazioni con la ditta di costruzioni navali britannica John Brown & Company.
Alla costruzione, le unità dislocavano 7.700 tonnellate e avevano uno scafo lungo alla linea di galleggiamento 163,2 metri e largo 15,7 metri, per un pescaggio medio di circa 5,6 metri. L'apparato propulsore era costituito da quattro turbine a vapore della John Brown & Company, ciascuna con un proprio albero motore, alimentate da 14 caldaie a ttubi d'acqua della Yarrow Shipbuilders (quattro alimentate a carbone, le altre con alimentazione mista carbone-petrolio); la potenza era di 55000 shp (41.000 kW) per una velocità massima di 29,5 nodi (54,6 km/h). Le unità potevano imbarcare 550 tonnellate di carbone e 700 tonnellate di petrolio da spruzzare sopra al carbone onde aumentare il potere di combustione nelle caldaie miste; a piena capacità, le unità erano capaci di un'autonomia di 1.200 miglia nautiche alla velocità di 14 nodi (2.200 km a 26 km/h). L'equipaggio contava 630 tra ufficiali e marinai.
L'armamento principale delle unità verteva su quindici cannoni B7 Pattern 1913 da 130/55 mm montati in installazioni singole: sei pezzi erano collocati in casematte lungo il bordo dello scafo, gli altri in impianti scudati collocati sul ponte. Completavano l'armamento quattro cannoni da 63 mm in impianti singoli con funzione antiaerea, e due tubi lanciasiluri da 457 mm montati sotto la linea di galleggiamento lungo lo scafo; le unità erano inoltre progettate per poter imbarcare un idrovolante. La corazzatura degli incrociatori, realizzata in acciaio cementato Krupp, era spessa 76 mm alla linea di galleggiamento, e vi erano due ponti corazzati spessi ognuno 19 mm. Gli scudi dei cannoni erano spessi 25 mm, mentre la torre di comando era protetta da 76 mm di corazzatura.

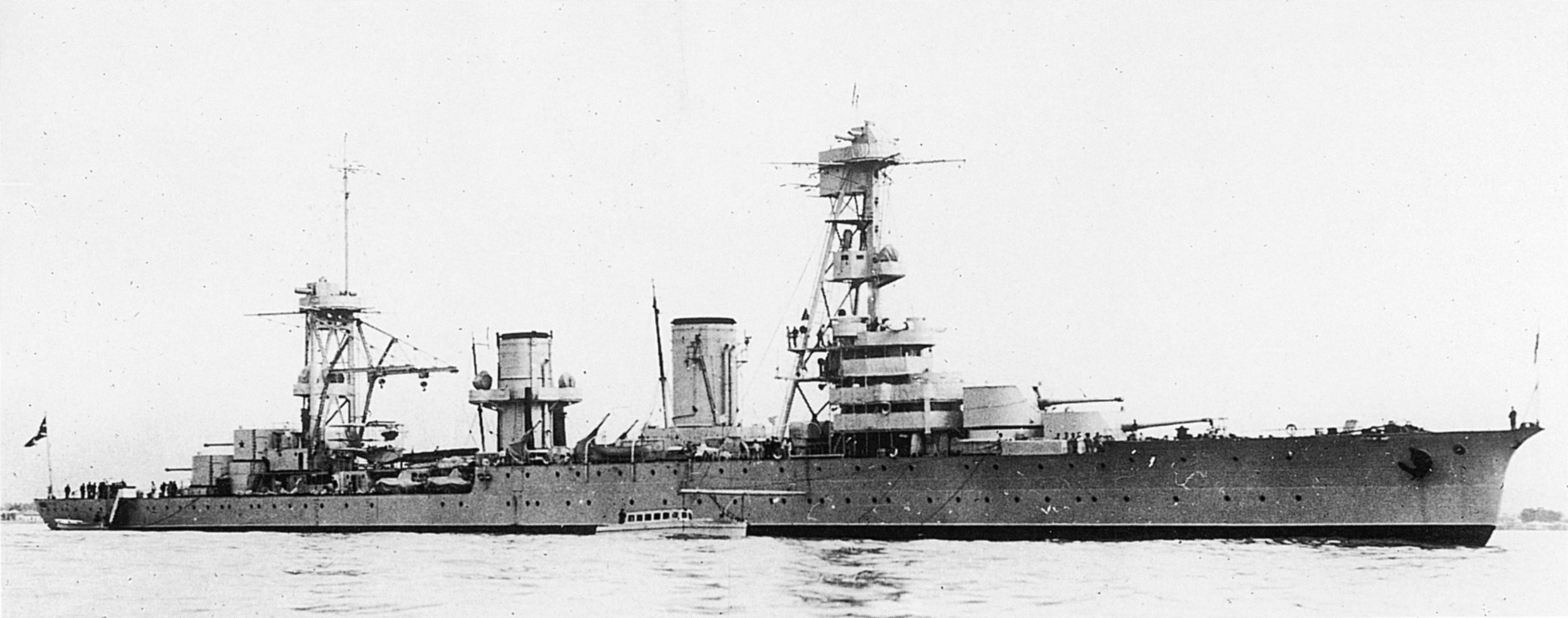
Il Krasnyj Kavkaz negli anni 1930

Varie modifiche furono introdotte al progetto originario. Nel 1917 lo stato maggiore della marina russa decise di aggiungere un ulteriore idrovolante alle dotazioni delle unità nonché una gru per sollevarlo e collocarlo in acqua; si decise anche di incrementare il calibro dei cannoni antiaerei della prima unità a 75 mm e di dotare le successive di nuovi cannoni antiaerei da 102 mm. Nessuna di queste modifiche fu implementata prima che la costruzione delle quattro unità venisse bloccata a causa degli eventi della Rivoluzione russa e della seguente guerra civile. Gli scafi delle prime due unità (Admiral Nachimov e Admiral Lazarev) furono catturati dai tedeschi a Nikolaev e poi consegnati dopo la resa della Germania agli Alleati, i quali li girarono al movimento dei Bianchi; lasciate abbandonate a Nikolaev, le due unità furono poi catturate dai bolscevichi i quali decisero di proseguirne la costruzione.
L'Admiral Nachimov, ribattezzato Červona Ukraina, fu completato nel 1927 principalmente secondo il progetto originale ma con le modifiche decise nel 1917: una coppia di gru fu collocata ai lati del fumaiolo centrale e l'area del ponte alle spalle di questo modificata per poter alloggiare due idrovolanti; la nave ottenne un nuovo albero a tre piedi invece di quello a palo originario, e i due lanciasiluri singoli collocati nello scafo furono rimpiazzati da quattro impianti tripli di lanciasiluri da 533 mm installati sul ponte, due su ogni fiancata. Nel 1939-1941 l'incrociatore subì una serie di lavori di ammodernamento, durante i quali gli idrovolanti e le sistemazioni per la loro movimentazioni nonché una coppia di lanciasiluri furono eliminate e il sistema di controllo del fuoco modernizzato; l'armamento antiaereo originale fu rimpiazzato da tre impianti doppi di cannoni da 100 mm, dieci impianti singoli di cannoni da 37 mm e sette mitragliere da 12,7 mm

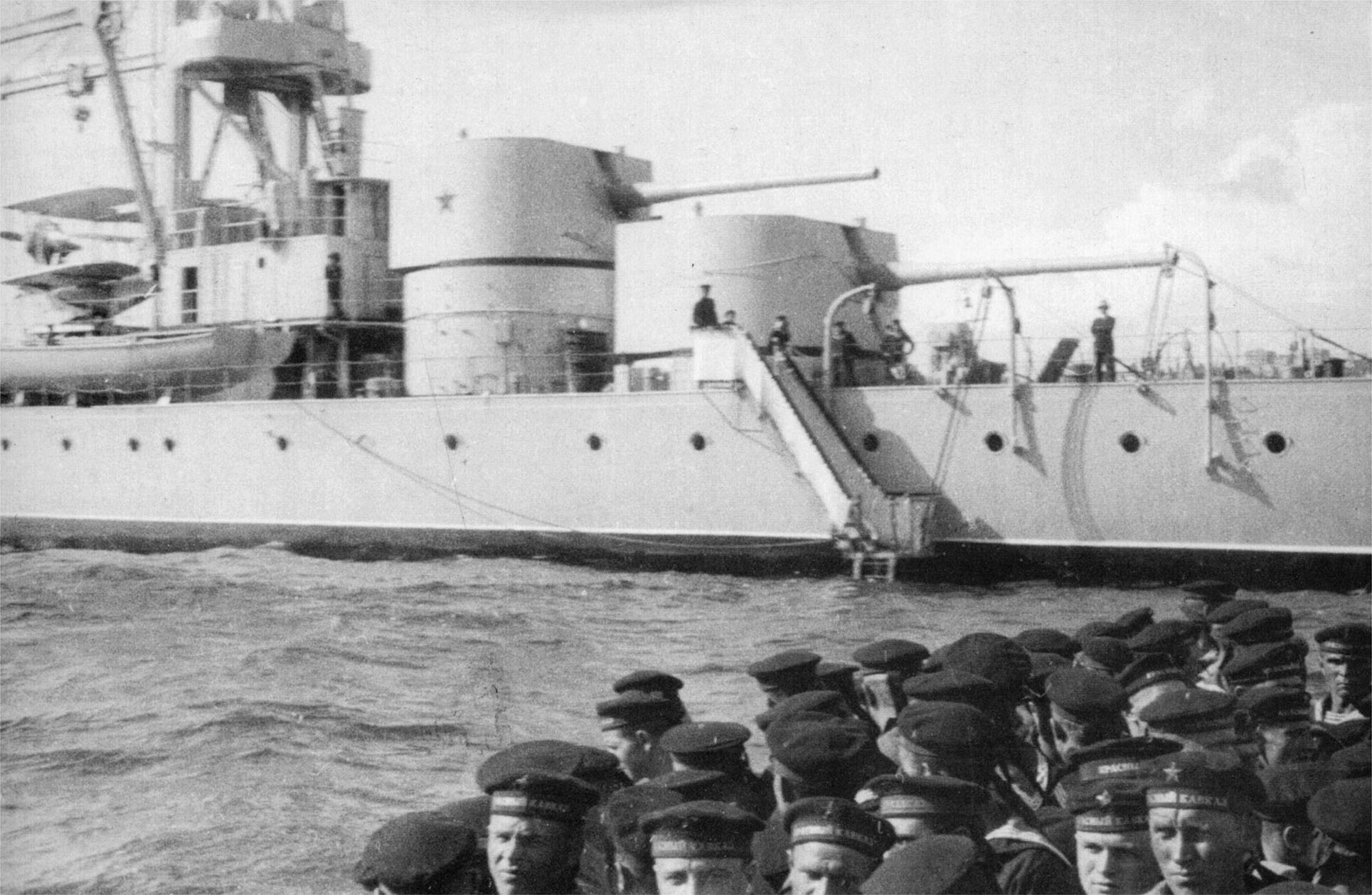
Le due torri da 180 mm di cui fu dotato il Krasnyj Kavkaz durante il completamento negli anni 1920

L'Admiral Lazarev, ribattezzato Krasnyj Kavkaz, fu completato secondo un piano che prevedeva l'installazione dei nuovi cannoni da 180/57 mm B-1-K in quattro torri singole sistemate a coppie alle due estremità: le sovrastrutture furono massicciamente rinforzate per poter ospitare tali pezzi e tutto l'armamento originale come pure uno dei fumaioli fu rimosso. L'armamento antiaereo fu ribasato su quattro cannoni da 76,2/30 mm montati in mezzo ai fumaioli, e come la sua nave gemella anche il Krasnyj Kavkaz ricevette quattro impianti tripli di tubi lanciasiluri da 533 mm. La nave ricevette una gru per la movimentazione dei velivoli imbarcati, ma nel 1935 fu importata dalla Germania una catapulta per aerei che fu installata sul retro del fumaiolo posteriore; sull'unità furono inoltre montate delle guide per l'imbarco e il rilascio di 120 mine navali.
Il Krasnyj Kavkaz fu sottoposto a lavori nel 1940, durante i quali la catapulta fu rimossa e l'armamento antiaereo molto potenziato: i quattro pezzi da 76,2/40 mm furono scambiati con quattro impianti binati di cannoni da 100 mm e furono poi aggiunti quattro impianti singoli di cannoni automatici da 45 mm e sei mitragliere da 12,7 mm; due cannoni da 76 mm antiaerei furono poi aggiunti, mentre durante lavori a Poti nel 1942 l'incrociatore sbarcò una coppia di impianti lanciasiluri per fare posto a due impianti doppi di cannoni da 100 mm recuperati dallo scafo affondato del Červona Ukraina, oltre ad altri dieci pezzi da 37 mm. Nel 1944 furono poi installati un impianti quadruplo di mitragliatrici .5 Vickers sul cielo di ciascuna delle torri d'artiglieria sopraelevate.

## Unità
| Nome             | Impostazione     | Varo             | Entrata in servizio | Destino finale |
| ---------------- | ---------------- | ---------------- | ------------------- | --- |
| Admiral Nachimov | 31 ottobre 1913  | 6 novembre 1915  | 27 febbraio 1927    | Ribattezzato Červona Ukraina nel 1922; affondato in un attacco aereo tedesco il 12 novembre 1941 nel porto di Sebastopoli, ma recuperato il 3 novembre 1947; impiegato come nave scuola fino al 30 ottobre 1950 e poi come nave bersaglio, affondato in esercitazione |
| Admiral Lazarev  | 31 ottobre 1913  | 21 giugno 1916   | 25 gennaio 1932     | Ribattezzato Krasnyj Kavkaz; trasformato in nave scuola il 13 maggio 1947, affondato come nave bersaglio in esercitazione il 21 novembre 1956 |
| Admiral Kornilov | 24 novembre 1914 | 11 novembre 1922 | -                   | Costruzione cancellata con la nave completa al 45%, scafo varato per liberare lo scalo e demolito tra il 1922 e il 1923 |
| Admiral Istomin  | 24 novembre 1914 | -                | -                   | Costruzione cancellata con la nave completa al 40%, scafo demolito sullo scalo nel 1922 |